# Ana Melissa Merlo
Ana Melissa Merlo Romero (1969. Danlí, El Paraíso) es una escritora, académica, y profesora hondureña, miembro de la Academia Hondureña de la Lengua.

## Carrera
Obtuvo una licenciatura en literatura en la Universidad Pedagógica Nacional Francisco Morazán, y posteriormente obtuvo una maestría en educación en la Universidad de Nebraska-Lincoln y finalmente, un doctorado también en educación, y también en la Universidad Pedagógica Nacional Francisco Morazán. En septiembre de 2020, se convirtió en miembro de la Academia Hondureña de la Lengua.

## Obras
- Color cristal... versos de tierra y esperanza (2007)[3]
- Poesía hondureña en resistencia (2009)[4]
- Honduras, sendero en resistencia (2010)[5]
- Antología del cuento hondureño siglo XXI (2012)[6]
- Kaya Awíska (2015)
- Antología del cuento hondureño siglo XXI: Tomo II (2013)[7]
- El arte de esconderse (2017)[8][9]